# Pontederia rotundifolia
Pontederia rotundifolia là một loài thực vật có hoa trong họ Pontederiaceae. Loài này được L.f. miêu tả khoa học đầu tiên năm 1782.